# Methods of Mayhem (album)
Methods of Mayhem è il primo album in studio del gruppo musicale statunitense omonimo, pubblicato il 7 dicembre 1999 dalla MCA Records.
Nel gennaio 2000 è stato certificato disco d'oro negli Stati Uniti.

## Descrizione
L'album, e di conseguenza tutto il progetto Methods of Mayhem, nascono nel 1999, in un periodo in cui Tommy Lee era uscito dai Mötley Crüe e stava vivendo una burrascosa separazione con la ex moglie Pamela Anderson, finendo anche in carcere. Insieme al rapper amico TiLo realizzarono un album che seguiva il trend del nu metal, allontanandosi in maniera decisa dalle sonorità hair metal dei Mötley Crüe.
Get Naked, in collaborazione con Fred Durst (frontman dei Limp Bizkit), Lil' Kim, George Clinton e Mix Master Mike, fu estratto come primo singolo. La canzone, dal testo piuttosto esplicito, non mancava di riferimenti al video porno amatoriale uscito qualche mese prima che vedeva coinvolto lo stesso Tommy Lee insieme alla ex moglie Pamela Anderson.

### L'umiliazione del Gods of Metal 2000
Per la promozione dell'album, il 10 giugno 2000 allo stadio Brianteo di Monza la band partecipò al popolare festival Gods of Metal, insieme a gruppi come Slayer, Slipknot e Testament. Il gruppo però non appena salì sul palco venne raggiunto dal fitto lancio di numerosi oggetti, al punto da dover interrompere l'esibizione dopo una sola canzone.

## Tracce
1. Who the Hell Cares (feat. Snoop Dogg) – 3:31
2. Hypocritical – 3:55
3. Anger Management – 3:13
4. Get Naked (feat. Fred Durst, George Clinton, Lil' Kim e Mix Master Mike) – 3:21
5. New Skin (feat. Kid Rock) – 4:34
6. Proposition Fuck You (feat. F.I.L.T.H.E.E. Immigrants) – 3:13
7. Crash – 3:21
8. Metamorphosis – 4:07
9. Narcotic (feat. Scott Kirkland) – 3:19
10. Mr. Onsomeothershits (feat. U-God) – 0:38
11. Spun (feat. Scott Kirkland) – 2:30

## Formazione
- Tommy Lee - voce, chitarra, batteria
- TiLo - voce
- Danny Lohner, Kai Markus, Ken Andrews, Phil X, Scott Phaff - chitarra
- Audrey Wietchman, Chris Chaney, Randy Jackson - basso
- Scott Kirkland - tastiera
- Mix Master Mike, Bobby B, DJ Product - giradischi

## Classifiche
| Classifica (1999-00) | Posizione massima |
| -------------------- | ----------------- |
| Austria              | 32                |
| Germania             | 93                |
| Stati Uniti          | 71                |